# マーティン・バカン
- マーティン・バッカン

マーティン・バカン（Martin Buchan、1948年3月6日 - ）は、スコットランド・アバディーン出身の元サッカー選手。現役時代のポジションはセンター－バック。元スコットランド代表。

## 経歴
スコットランド代表として34キャップを数え、2度のワールドカップに出場した。
1971年、リヴァプールFCやリーズ・ユナイテッドFCとの争奪戦を制したマンチェスター・ユナイテッドに移籍した。ここでは9シーズン在籍、通算で456試合に出場、そのうちの6シーズンはキャプテンを務めた。

## タイトル
アバディーン
- スコティッシュカップ : 1969-79

マンチェスター・ユナイテッド
- FAカップ : 1976-77
- FAコミュニティーシールド : 1977
- フットボールリーグ・セカンドディビジョン : 1974-75[1]

個人タイトル
- スコットランド・サッカー記者協会年間最優秀選手賞 : 1971
- PFAファーストディビジョンベストイレブン : 1977-78
- PFAセカンドディビジョンベストイレブン : 1974–75
- スコットランドサッカーの殿堂 : 2006